# Mustafa Sandal
Mustafa Sandal (ur. 11 stycznia 1970 w Stambule) – turecki piosenkarz; (znany także jako Musti), producent muzyczny, aktor filmowy.
Jego debiut w latach 90. XX w. stał się wielkim sukcesem – sprzedał wtedy 17 milionów płyt. Piosenkarz jest znany w Europie dzięki swym największym przebojom: Araba i İsyankar. Dzięki nim i innym swoim piosenkom jest znany w wielu krajach.
Jest fanem Beşiktaşu JK.
Biegle posługuje się angielskim, tureckim, włoskim i francuskim.
W 2008 ożenił się z popularną serbską piosenkarką Eminą Jahović, z którą ma dwóch synów (Yaman i Yavuz). Para rozwiodła się w 2018. 3. lipca 2022 ożenił się ponownie z Melis Sütşurup.

## Dyskografia

### Albumy
- Suç Bende (1994)
- Gölgede Aynı (1996)
- Detay (1998)
- Araba (1999)
- Akışına Bırak (2000)
- Kop (2002)
- Seven (2003)
- İste (2004)
- Devamı Var... (2007)
- Karizma (2009)
- Organik (2012)

### Single
- Aya Benzer 2003 (feat. Gülcan) (2003)
- Araba 2004 (2004)
- İsyankar (feat. Gentleman) (2005)

### Filmografia
- Bay E (1995)
- Interaktiv (2003)
- TV Total (2004)
- Wetten, dass…? (2005)
- New York'ta Beş Minare – Pięć minaretów w Nowym Jorku (2010)
- Başrolde Aşk (2011)